# Teresa Bontempi
Teresa Bontempi (* 8. Juli 1883 in Locarno; † 25. August 1968 in Cevio; heimatberechtigt in Menzonio) war eine Schweizer Lehrerin, Journalistin, Kindergarteninspektorin und politische Aktivistin, die sich für die Eingliederung des Kantons Tessin in das Königreich Italien einsetzte (italienischer Irredentismus).

## Leben
Teresa Bontempi wurde als Tochter des Giacomo Bontempi, eines Lehrers und Sekretärs des Tessiner Erziehungsdepartements, geboren. Im Jahr 1901 erwarb sie das Primarlehrerpatent und arbeitete bis 1907 als Lehrerin. Nach einem kurzen Studienaufenthalt an der Universität Freiburg wurde sie 1908 zur Kindergarteninspektorin im Kanton Tessin ernannt. Teresina wurde nach ihrem Magisterstudium Inspektorin der Primarschulen des Kantons Tessin.
Sie war eine Lieblingsschülerin von Maria Montessori, deren neue pädagogische Methoden sie im Kanton einführte.
Mit Rosetta Colombi gründete sie 1912 L’Adula, eine Wochenzeitung für Kultur mit italophiler Tendenz. Aufgrund ihrer irredentistischen und später faschismusfreundlichen Ausrichtung musste die Zeitung ihr Erscheinen 1921 vorübergehend einstellen. Die Tessiner Kantonsregierung enthob Bontempi ihrer Funktion als Kindergarteninspektorin. Schon im Dezember 1922 wurde sie aber wieder eingesetzt. 1931 arbeitete Bontempi bei der Redaktion und beim Vertrieb des Almanacco della Svizzera italiana mit, dessen stark irredentistische Züge ein zweites Mal ihre Entlassung als Inspektorin bewirkten.
Im Jahr 1935 wurde sie zusammen mit Emilio Colombi verhaftet und des Hochverrats angeklagt, während L’Adula vom Bundesrat verboten wurde. Die Untersuchung wurde später eingestellt. Die Ereignisse bewogen jedoch die eidgenössischen Behörden, im neuen Strafgesetzbuch von 1937 eine Bestimmung aufzunehmen, wonach Angriffe auf die Unabhängigkeit der Eidgenossenschaft unter Strafe gestellt wurden (Art. 266 StGB).

## Werke
In ihrem italienischen Exil schrieb Bontempi ihr Diario di prigionia (Tagebuch der Gefangenschaft), das nach dem Krieg erfolgreich veröffentlicht wurde.